# Smack My Bitch Up
Smack My Bitch Up è un singolo del gruppo musicale britannico The Prodigy, pubblicato il 7 novembre 1997 come terzo estratto dal terzo album in studio The Fat of the Land.

## Descrizione
Il brano fu al centro di alcune controversie, poiché molti ritenevano che sia il titolo ("picchio la mia puttana") sia il testo della canzone incitassero e promuovessero in qualche modo la violenza sulle donne. Il gruppo difese la canzone, sostenendo che le parole della stessa fossero state male interpretate e che la canzone volesse comunicare il messaggio "... fai qualsiasi cosa intensamente...".
In realtà il titolo è il risultato dell'utilizzo di una serie di slang metropolitani dove con "smack" si indica l'eroina e con "bitch" la principale vena del braccio, perciò il reale significato del titolo "smack my bitch up" significherebbe "iniettami un'altra dose di eroina".